# Andrzej Runowski
Andrzej Runowski (ur. 6 kwietnia 1958 w Gdańsku) – działacz antykomunistycznej opozycji w okresie PRL, ślusarz.

## Życiorys
W 1976 roku ukończył ZSZ w Gdańsku. W latach 1977–1981 pracował w Stoczni Północnej im. Bohaterów Westerplatte w Gdańsku. Od 1979 roku działał w Wolnych Związkach Zawodowych Wybrzeża. Współpracował przy kolportażu niezależnych wydawnictw i oświadczeń WZZW, KSS KOR, KPN, ROPCiO itd. Brał udział w akcjach ulotkowych i protestacyjnych w Gdańsku i Słupsku, które nawoływały do bojkotu wyborów do Sejmu PRL, w manifestacjach rocznic Grudnia '70, w obchodach Święta Niepodległości i Konstytucji 3 Maja, w akcjach, mających na celu obronę praw prześladowanych robotników (m.in. w protećie przeciwko zwolnieniu działacza WZZ Jana Karandzieja, za co został przeniesiony na gorsze stanowisko pracy).
W kwietniu 1980 roku został powołany do wojska, gdzie kontynuował swoją działalność opozycyjną: rozprowadzał wśród żołnierzy ulotki, odmówił złożenia przysięgi na wierność Związkowi Radzieckiemu. w sierpniu 1980 roku manifestował swoje poglądy, uciekając się do 19-dniowej głodówki. Za swoją postawę został zwolniony z wojska we wrześniu 1980 roku. Na początku lat osiemdziesiątych działał w Solidarności, był członkiem Komitetu Obrony Więzionych za Przekonania. 13 grudnia 1981 został internowany w Strzebielinku, zwolniony w sierpniu 1982. We wrześniu tego samego roku opuścił kraj i wyjechał do Niemiec.